# Ophiopogon stenophyllus
Ophiopogon stenophyllus là một loài thực vật có hoa trong họ Măng tây. Loài này được (Merr.) L.Rodr. mô tả khoa học đầu tiên năm 1934.